# White Rabbit Project (websérie)
White Rabbit Project ou Projeto Coelho Branco, no Brasil é uma websérie da Netflix lançada em 2016, sobre tecnologia e ciência.

## Sinopse
De acordo com a sinopse oficial, uma equipe investiga temas como "tecnologia de superpotência, assaltos e armas loucas da Segunda Guerra Mundial", onde eles vão explorar através de experimentos, construções e testes.
Kari Bryon, Tory Belleci e Grant Imahara lidam com as maiores invenções da história, investigam crimes e muito mais. [³]

## Elenco
- Grant Imahara
- Tory Belleci
- Kari Byron

## Recepção
Joyce Slaton, do Common Sense Media avaliou a websérie com 4 de 5 estrelas escrevendo: "[E]m geral, o programa promove a curiosidade científica de uma forma entusiasmada que pode  fazer com que os espectadores se  perguntem sobre como tudo  funciona."